# Cilix (mythologie)
Pour les articles homonymes, voir Cilix.
Dans la mythologie grecque, Cilix ou Kilix (en grec ancien Κίλιξ / Kílix) est le héros éponyme de la Cilicie,,.

## Mythe
D'après un fragment de Phérécyde, il est le fils de Phénix (fils d'Agénor, roi de Phénicie) et Cassiopée (fille d'Arabos) - le frère de Phinée et Doryclos,. Néanmoins la tradition dominante, représentée par Hérodote, en fait le fils direct d'Agénor, et donc le frère de Phénix, Phinée, Cadmos et Europe. Il serait aussi le demi-frère de Thasos, mais le pseudo-Apollodore indique que Phérécyde considérait Thasos comme le fils de Cilix plutôt que de Poséidon. Chez Diodore, il a une fille, Thébé.
Après l'enlèvement de sa sœur Europe par Zeus, il part à sa recherche comme sa mère et ses frères. Il ne la retrouve pas mais finit par se fixer en Anatolie, « dans une région confinant avec la Phénicie [...] arrosée par le fleuve Pyramos », et dont les habitants s'appellent alors « Hypachéens » (Ὑπαχαιοὶ / Hupakhaioi). Il laisse son nom à la région, qui devient la Cilicie. Il aidera Sarpédon dans son combat contre les Lyciens, en échange d'une partie du territoire ; d’après Évhémère, lorsque Zeus voyagea parmi les peuples de la Terre, il arriva en Cilicie et vainquit Cilix, le souverain, en bataille rangée.